# Мардан (стадіон)
«Мардан» (тур. Titanic Mardan Sports Complex) — футбольний стадіон, розташований при готельному комплексі Mardan Palace в районі Аксу провінція Анталія, Туреччина. Стадіон відповідає всім критеріям УЄФА. Стадіон вміщує 7 428 глядачів.

## Події
У 2008 році на стадіоні пройшло 8 матчів, у тому числі фінал чемпіонату Європи з футболу серед юнаків до 17 років.
У 2009 році на стадіоні пройшли матчі кваліфікації до чемпіонату Європи серед юнаків до 19 років.
У 2012 році на стадіоні пройшло 8 матчів, зокрема фінал чемпіонату Європи з футболу серед дівчат до 19 років.
Стадіон неодноразово приймав товариські матчі збірних команд.
Комплекс є запасною і тренувальною ареною клубу «Антальяспор».
23 січня 2021 року стадіон прийняв матч за Суперкубок Косова між командами «Приштина» і «Дріта» (Гнілане) (3:1).
21 січня 2023 року стадіон прийняв матч за Суперкубок Косова між командами «Ллапі» і «Балкані» (Теранде) (0:1).
У лютому 2024 року тут також зіграли фінал Суперкубка Казахстану між «Тобол» (Костанай) і «Ордабаси» (Шимкент) (1:1, 5:4 по пенальті).